# Thom Jones
Pour l’article ayant un titre homophone, voir Tom Jones.
Pour les articles homonymes, voir Thomas Jones et Jones.
Œuvres principales
- Le Pugiliste au repos

Thom Jones, né le 26 janvier 1945 à Aurora dans l'Illinois et mort le 14 octobre 2016 à Olympia (État de Washington), est un écrivain américain.

## Biographie
Thom Jones publie ses premières nouvelles dans le New Yorker au début des années 1990, après avoir servi dans le corps des Marines et exercé plusieurs métiers (notamment boxeur). Joyce Carol Oates et John Updike le considèrent comme l'un des meilleurs nouvellistes américains. Il a vécu à Olympia, capitale de l'État de Washington.

## Œuvres

### Recueils de nouvelles
- Le Pugiliste au repos, Albin Michel, 2005 ((en) The Pugilist at Rest, 1993)
- Coup de froid, Albin Michel, 2007 ((en) Cold Snap, 1995)
- Sonny Liston était mon ami, Albin Michel, 2011 ((en) Sonny Liston Was a Friend of Mine, 1999)